# Megachile papuae
Megachile papuae är en biart som först beskrevs av Michener 1965.  Megachile papuae ingår i släktet tapetserarbin, och familjen buksamlarbin. Inga underarter finns listade i Catalogue of Life.